# Троїцьке (Желєзногорський район)
Троїцьке (рос. Троицкое) — село в Желєзногорському районі Курської області Російської Федерації.
Населення становить 261 особу. Входить до складу муніципального утворення Троицька сільрада.

## Історія
Населений пункт розташований на території українського етнічного та культурного краю Східна Слобожанщина.
Від 2004 року входить до складу муніципального утворення Троицька сільрада.

## Населення
| 1862 | 1877 | 1897 | 1905  | 1979 | 2002 | 2010 |
| ---- | ---- | ---- | ----- | ---- | ---- | ---- |
| 919  | ↘862 | ↗985 | ↗1029 | ↘285 | ↗320 | ↘261 |